# Tipula (Eremotipula) larreae
Tipula (Eremotipula) larreae is een tweevleugelige uit de familie langpootmuggen (Tipulidae). De soort komt voor in het Nearctisch gebied.